# Список втрачених пам'яток архітектури Києва
Список втрачених пам'яток архітектури Києва — список втрачених пам'яток архітектури в Києві. Поняття «пам'ятка архітектури» включає в себе не тільки об'єкти культурної спадщини, що охороняються державою, а й будівлі рядової історичної забудови дореволюційного періоду, а також деякі видатні споруди радянського періоду. Список охоплює тільки втрату нерухомих пам'яток (будівель і споруд) і не включає в себе об'єкти археологічного комплексу, пам'ятники монументальної пропаганди, садово-паркового мистецтва та історико-меморіальні об'єкти (поховання). Список є відкритим і може доповнюватися.

## 2001
Понівечені будівлі:

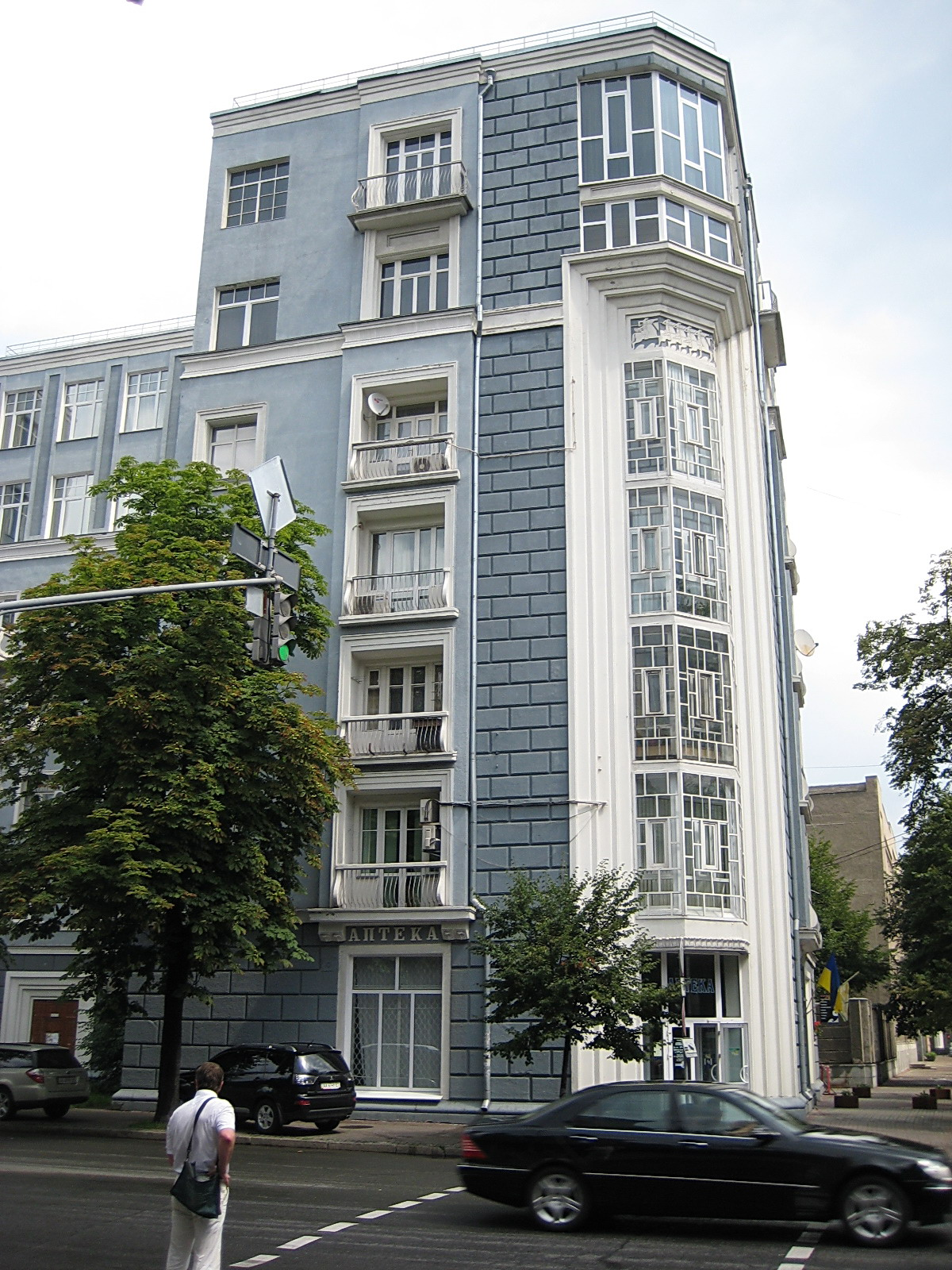
Будинок з надбудовою

1. Житловий комплекс по вул. Інститутська № 15-17 був побудований в 1938 році за проектом арх. І. Каракіса. У 1994 році будинок одержав статус пам'ятки архітектури. У 2001 році будівлю було знівечене надбудовою, яка зіпсувала пропорції пам'ятки архітектури[1]

## 2005
Головний архітектор міста: Василь Присяжнюк. Мер/Голова Київської міської державної адміністрації: Олександр Омельченко.
Втрачені будівлі:
1. Дизель-моторна станція млина Бродського, Набережно-Хрещатицька вул., 1-А (1912–1914, архітектор О.М. Вербицький). Фасади будівлі були оформлені в модернізованому романо-готичному стилі. Попри те, що будівля мала статус пам'ятки архітектури місцевого значення та входила до «Зводу пам'яток історії та культури м. Києва», у 2005 її знесли протягом однієї ночі задля спорудження 12-поверхової будівлі п'ятизіркового готелю «Fairmont Grand Hotel» (власник —  Леонід Юрушев)[2].
2. Центральний критий ринок[3][4].

## 2008
Головний архітектор міста: Присяжнюк Василь Федорович. Мер/Голова Київської міської державної адміністрації: Черновецький Леонід Михайлович.
Втрачені будівлі:
1. Дачний будинок Мировича

## 2010
Головний архітектор міста: Сергій Броневицький. Мер / Голова Київської міської державної адміністрації: Леонід Черновецький, Олександр Попов.
Втрачені будівлі:
1. Паровий млин Яновського, Набережно-Хрещатицька вулиця, 21 (1908). Одна з трьох споруд млина «Лазар Бродський», які вціліли після пожежі 1920 року. На початок ХХІ ст. занепала, з 2004 була на обліку як пам'ятка архітектури місцевого значення. Попри це забудовник у березні 2010 зруйнував (без узгодження з міською владою) цей об'єкт культурної спадщини з метою спорудження на його місці готелю мережі Sheraton[5].
2. Будівлі першого київського водогону (машинна станція та ін.), Набережне шосе, 2-8 (1872—1892). Мали статус пам'яток науки і техніки (з 2007 року).[6][7][8][9][10]
3. Флігель особняка Миколи Казанського, вулиця Петра Сагайдачного, 1-Б, Поштова площа (1909 рік, архітектор М.М. Казанський). Мав статус щойно виявленої пам'ятки архітектури (з 1996), у 2009 виключений з реєстру пам'яток рішенням суду.[7][6]

## 2011

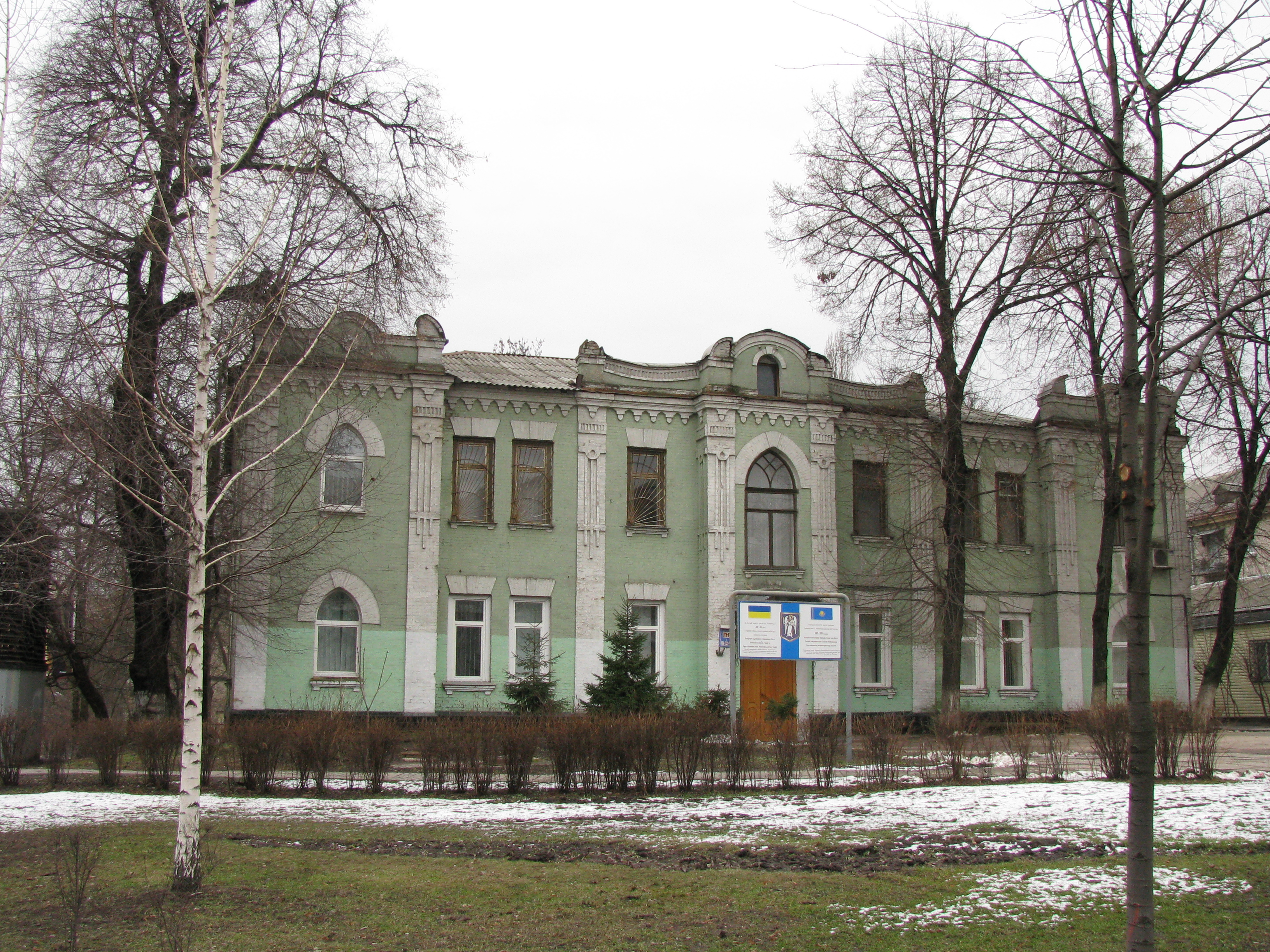
Будинок Згорської на тодішній вулиці Мельникова, 51

Головний архітектор міста: Сергій Целовальник. Мер / Голова Київської міської державної адміністрації: Олександр Попов.
Втрачені будівлі:
1. Гостинний двір (охоронний номер 872) — будівля Гостиного двору було видалено зі списку пам'яток архітектури Української РСР[11]. Архітектор Андрій Миргородський вирішив реконструювати пам'ятку архітектури і зробити надбудову. Таке заборонено для пам'яток архітектури, але це питання було вирішено — 15 серпня 2011 департаменту Кабінету міністрів видав постанову за № 1380 «Про виключення будівлі Гостиного двору в м. Києві із списку пам'яток архітектури Української РСР, які перебувають під охороною держави»[12]. Після цього рішення з будівлі вирішили видалити всіх мешканців, наприклад — архітектурно-будівельну бібліотеку ім. В. Заболотного.
2. Ворота та огорожа на в'їзді до Нижньої Лаври[13]
3. Вали Нової Печерської фортеці (середина ХІХ ст.) на території Національного історико-архітектурного музею «Київська фортеця» (район Черепанової гори). Частково зруйновано в ході зміцнення конструкцій НСК «Олімпійський» у зв'язку з підготовкою до футбольного Євро-2012[14][15].
4. Особняк Згорської, вул. Юрія Іллєнка (на той час — Мельникова), 51 (початок XX століття)[16][17]. Мав статус щойно виявленої пам'ятки архітектури (з 2008). За словами архітектора Георгія Духовичного, це була цінна будівля, один з останніх особняків у стилі арт-нуво, що лишалися в цьому районі.[16] Знесений задля спорудження житлового комплексу «Лук'янівський» (забудовник — корпорація «Інтергал-Буд»).
5. Будівництво на Гончара, 17-23 (всупереч судовим постановам і вимогам ЮНЕСКО)[14]
6. Будинок Крістера, вул. Осиповського, 2-А (1890). Двоповерховий дерев'яний особняк, що належав відомому квітникареві В. Крістеру. Пам'ятка архітектури місцевого значення (з 2001). Протягом 1990-х–2010-х рр. будівля перебувала в занедбаному й аварійному стані. Розібрана буцімто з метою реконструкції, автентичні елементи будівлі вивезено в невідомому напрямку[18][19][15].

Понівечені об'єкти:
Рибальський вантовий міст через гавань Дніпра (1963). Перший у світі міст із залізобетонною балкою жорсткости. У середині 1990-х років міст було закрито для руху транспорту, а 2009 року — і для руху пішоходів. З 2011 року почався  активний процес демонтажу аварійних конструкцій мосту. У травні 2020 року з мосту зрізали ванти.

## 2012
Головний архітектор міста: Сергій Целовальник. Мер / Голова Київської міської державної адміністрації: Олександр Попов.
Втрачені будівлі:
1. Андріївський узвіз, 10-Б (середина ХІХ ст.) — Фролівська вул., 9-11 (80-ті рр. ХХ ст.). Низка ЗМІ у квітні 2012 повідомила про здійснене знищення трьох історичних будівель на Андріївському узвозі [21][22][23]. Насправді 9 квітня 2012 року було зруйновано лише будинок середини ХІХ ст. (Андріївський узвіз, 10-Б), що не мав охоронного статусу[24]. Знесення будівлі сталося попри те, що Андріївський узвіз визнано заповідною зоною[25]. 7 серпня 2012 було завершено демонтаж корпусів швейної фабрики «Юність» (Фролівська вул., 9-11; зведені в 1978-1986 роках)[26][27]. При цьому пам'ятки архітектури, що були на території колишньої фабрики, а саме будинки на вулиці Боричів Тік, 41 і 43/5, не  зазнали руйнування, забудовник заявив про готовність реставрувати їх[28], що й було здійснено. Будинки на суміжних ділянках по Андріївському узвозу, 10-Б, і Фролівській вул., 9-11, було знесено задля спорудження багатофункціонального бізнес-центру «Андріївський Плаза» компанії «ЕСТА Холдинг» (входить до складу групи компаній СКМ Ріната Ахметова). Згодом забудовник через суспільний резонанс відмовився від спорудження на цій території восьмиповерхової будівлі торговельно-офісного центру з підземним паркінгом на користь альтернативного проєкту «відкритого арт-простору» або «мультикультурного центру»[28][29][30]. Наразі на місці знесених будівель тривають археологічні дослідження, по завершенні яких забудовник планує звести тут комплекс малоповерхових будинків культурно-просвітницького призначення[31].
2. Вул. Антоновича, 44 (1909—1910 рр., архітектор Абрам Трахтенберг). Прибутковий будинок, п'ятиповерховий, у стилі модерн. До 1918 північну частину будівлі займало жіноче комерційне училище Л. Володкевич. З 1990-х років будівля стояла занедбаною і поступово руйнувалася. 2 березня 1999 розпорядженням Київської міської державної адміністрації під № 302 споруду було внесено до переліку пам'яток архітектури місцевого значення під охоронним номером 293 (за іншими даними, будинок мав статус пам'ятки з 1996 року). 6 жовтня 2012 компанія «Орга» почала знесення пам'ятки архітектури[32], а в 2013 її було виключено з реєстру[33]. На цьому місці зведено житловий комплекс «Chicago Central House» забудовника SAGA Development (структура Андрія Вавриша, який тоді був заступником директора департаменту містобудування та архітектури КМДА).[15]
3. Десятинний пров., № 5 (особняк Підвисоцьких, 1850-ті рр.). Будівлю в 2002 році було передано Українській православній церкві Київського патріархату. У листопаді 2012 року пам'ятку знесено заради спорудження на її місці багатоповерхового житлового будинку компанії «Інтергал-Буд» (кінцевий бенефіціар — В. Зубик) на замовлення УПЦ-КП[34][35][36]. Знищення історичної будівлі та спорудження нової багатоповерхівки відбулося попри перебування Десятинного провулку в межах в охоронній зоні пам’ятки археології «Місто Ярослава» та об’єкта культурної спадщини ЮНЕСКО Софії Київської.[15]

Понівечені будівлі:
1. Терещенківська вул., 13. Будинок — пам'ятка архітектури. Під виглядом ремонту було незаконно добудовано два поверхи[37].

## 2013
Головний архітектор міста: Сергій Целовальник. Мер / Голова Київської міської державної адміністрації: Олександр Попов.
Втрачені будівлі:
1. Будинок на Берестейському проспекті, 8 (на час знесення — проспект Перемоги, 8; початок ХХ ст.). За словами києвознавця Михайла Кальницького, це був «останній будинок, який залишився від історичної забудови кварталу»[38]. Знесено вночі на першотравневі свята 2013 року. Будівля фігурувала доказом у судовій справі Віктора Пилипишина[39].
2. Прибутковий будинок на вулиці Антоновича, 44 (на час знесення — вулиця Горького, 44; 1909—1910 рр., архітектор Абрам Трахтенберг). Частину будівлі до 1917 р. займало жіноче училище Л. Володкевич. Пам'ятка архітектури місцевого значення.  У 2013 споруду було виключено з реєстру задля знесення пізніше того ж року та зведення на її місці готельного комплексу «Асторія»[40] (за іншими даними, пам'ятку зруйнували раніше — ще в жовтні 2012-го[41]).
3. Будинок на вул. Саксаганського, 111 (2-га половина ХІХ ст.). Тут мешкали Михайло Грушевський разом із матір'ю та сестрою, а також художник Іван Хворостецький[42][43].
4. Будинок на Жилянській вулиці, 120-Б (1918); демонтаж об'єкта культурної спадщини було почато в 2011 році під час спорудження ЖК «Елегант», остаточно знесено у вересні 2013 [44].

## 2014
Головний архітектор міста: Сергій Целовальник. Виконувачка обов'язків Київського міського голови: Галина Герега (до 5 червня). Голови Київської міської державної адміністрації: Володимир Макеєнко (25 січня — 7 березня), Володимир Бондаренко (березень—червень); Київський міський голова / Голова Київської міської державної адміністрації: Віталій Кличко (з  червня).
Втрачені будівлі:
Особняк Є. Свєшникової, Лабораторна вул., 7 (1900—1901 рр., арх. А. Краусс). Пам'ятка історії та архітектури. Двоповерховий цегляний будинок на високому цоколі, з наріжними балконом, еркером і вежкою зі шпилем. У 1919-22 тут, у квартирі № 6 на другому поверсі, жив Сеспель Мішші — поет, зачинатель чуваської радянської літератури. На фасаді була меморіальна дошка М. Сеспелю (1968, арх. В. Шевченко). Пам'ятку, попри охоронний статус, було знесено в ході «розчищення» забудови Лабораторної вулиці з метою спорудження ЖК «Метрополь» (власник — О. Глімбовський). Охоронну і меморіальну дошки також утрачено.

## 2016
Виконувачі обов'язків головного архітектора міста: Ганна Бондар (жовтень 2015 —  квітень 2016); Юрій Тацій (квітень—вересень 2016); головний архітектор міста: Олександр Свистунов (з 9 вересня 2016 — понині). Мер / Голова Київської міської державної адміністрації: Віталій Кличко.
Втрачені будівлі:
1. Будинок на Дмитрівській вул., 60/19, зведений у 1917 році[47][48] (за іншими даними — у 1912—1913 рр.)[49]. Пам'ятка архітектури місцевого значення. На початку 2010-х будівлю вилучено з реєстру пам'яток, тривалий час потому споруда занепадала. Зруйновано впродовж 20-31 травня 2016 р., на місці пам'ятки спорудили елітний житловий будинок.[50][43]
2. Будинок по вул. Златоустівська 35, побудований 1910 року[51], імовірно, за проєктом А. Краусса[50]. З 2011 року мав статус щойно виявленого об'єкта культурної спадщини[15]. У лютому 2016 року будівля постраждала від уже другої на той час пожежі[52], після чого власник через суд домігся вилучення її з реєстру пам'яток «через втрату автентичності», а 6 жовтня цього ж року будинок протягом години було знесено компанією «Укрбуд» заради спорудження житлового комплексу «Шевченківський»[53][50].

## 2017
Головний архітектор міста: Олександр Свистунов. Мер / Голова Київської міської державної адміністрації: Віталій Кличко.
Втрачені будівлі:
1. Будинок на Кирилівській вул., 121-А. Споруджений у 2-й половині — наприкінці ХІХ ст. Двоповерховий, цегляний. Останній зразок дореволюційної житлової забудови Кирилівської вулиці на Куренівці. У 2-й половині ХХ ст. тут містилася Подільська районна СЕС. Після того, як забудовник розібрав покрівлю, будинок протягом кількох років доводився до руйнації. Після знесення на його місці збудовано восьмиповерховий бізнес-центр «Концепт»[54], при спорудженні якого власник не реалізував передбачене проєктом відтворення фасаду пам'ятки.
2. Особняк Колчака (Польова вул., 65; кінець ХІХ — початок ХХ ст.). За непідтвердженою інформацією, колись будинок належав Михайлові Колчаку — троюрідному братові адмірала Олександра Колчака. Знесено в липні 2017 року.[43]

## 2019
Головний архітектор міста: Олександр Свистунов. Мер / Голова Київської міської державної адміністрації: Віталій Кличко.
Втрачені будівлі:
1. Наприкінці грудня — на початку січня була частково знесена цегляна стіна, середини  XIX століття, на розі вулиць Льва Толстого і Володимирської. Була в незадовільному стані, в минулому роціу 2018 роц була огороджена парканом. Станом на березень 2019 року — знесена повністю.
2. 14 лютого 2019 р. розпочато демонтаж будівель по вул. Тургенєвській 17 и 19. Будинок № 17 збудований в стилі неоренесанс в 1901-02 рр. Позбавлений статусу нещодавно виявленої пам'ятки архітектури. Будинок № 19 є пам'яткою архітектури місцевого значення[55]. Станом на 17 березня будинок № 17 був повністю знесений.
3. В березні знесено будівлю закинутого дитячого садка, на вул. Антоновича 91, споруджену в 1930-х рр.
4. В квітні знесено будівлю насосної станції на вул. Велика Васильківська 137, споруджену в 1908 р.[56] На її місці буде знаходитися копія паризької тріумфальної арки,  яка є частиною ЖК «Французький квартал-2».
5. На початку травня знесено більшу частину корпусів заводу «Радар», споруджених у 1900-50-х рр.[57]
6. В травні знесено будинок причту і церковно-парафіяльної школи церкви Всіх Святих, знесеної ще в 1930-х, на вул. Олегівській 32Б
7. Протягом липня - початку серпня, знесено садибу кінця XIX століття на Кловському узвозі, 19. На її місці розпочато будівництво ЖК «Philadelphia Concept House».
8. Наприкінці липня наполовину знесено старовинний будинок на вул. Кочубеївській, 6А.
9. У вересні знесено будинок 1950-х рр. на вул. Велика Васильківська 139, в рамках спорудження житлового комплексу «Французький квартал-2».
10. Особняк родини Кіців, Лабораторна вул., 9-Б (кінець XIX століття). Пам'ятка містобудування й архітектури місцевого значення (з 2010 року, охоронний номер № 628-Кв). Перед початком руйнування будівлю рішенням Окружного адміністративного суду міста Києва за позовом забудовника ЖК «Метрополь» (власник О. Глімбовський) виключено з реєстру пам'яток (мотивація — «втрата автентичности»).[58] 9 листопада 2019 року будівлю знесено.[59] На місці зруйнованої пам'ятки споруджується одна з висотних будівель житлового комплексу[60].

## 2020
Головний архітектор міста: Олександр Свистунов. Мер / Голова Київської міської державної адміністрації: Віталій Кличко.
Понівечені будівлі:
Особняк, Андріївський узвіз, 10-А (початок ХІХ ст.). Пам'ятка архітектури й містобудування місцевого значення (з 2011). Наприкінці серпня 2020 розібрано покрівлю для спорудження надбудови та знесено дві бічні стіни. Роботи, що здійснювалися без належних дозвільних документів та інформаційного щита з паспортом робіт, «тимчасово призупинено» 1 вересня приписом інспектора з благоустрою. За попередньою інформацією, будинок мали розібрати повністю, залишивши тільки цоколь і фасадну стіну. 
Раніше, у грудні 2019, власник за дозволом від Департаменту охорони культурної спадщини КМДА на реставрацію будівлі вже розпочинав її реконструкцію з пристосуванням під офіси та кав'ярню (тоді роботи також було призупинено через втручання наглядових органів). Сусідні історичні будівлі (Андріївський узвіз, 10-Б, та Фролівська вулиця, 9-11) було повністю зруйновано в квітні 2012 року.

## 2021
Головний архітектор міста: Олександр Свистунов. Мер / Голова Київської міської державної адміністрації: Віталій Кличко.
Втрачені будівлі:
- Прибутковий будинок Уткіна, вул. С. Петлюри, 29 (кінець ХІХ — початок ХХ ст., архітектор Олександр Вербицький). Перебував у дуже доброму стані, до початку 2021 року в будівлі функціонували офіси. Знесено 11 квітня під приводом «часткового демонтажу з подальшою реконструкцією».[63][50] Власник ділянки — група «Приват», на місці зруйнованої пам'ятки планується зведення висотного апарт-готелю (забудовник «ZIM Group», за даними ЗМІ, компанія пов'язана з Дмитром Андрієвським).[64]
- Броварня Карла Шульца, Голосіївський проспект, 8 (1880-ті роки). Одну з історичних будівель комплексу Деміївської броварні К. Шульца знесено 21 квітня.[65]

Понівечені будівлі:
- «Квіти України», вул. Січових Стрільців, 49 (1985, архітектор Микола Левчук). Будинок колишнього квіткового магазину-оранжереї, оригінальна модерністична споруда. 12 липня 2021 року новий власник частково зруйнував головний фасад будівлі, знищив елементи інтер'єру (люстри й вітражі). Після двох стихійних акцій протесту та звернення активістів до Міністерства культури України демонтажні роботи було призупинено, Шевченківський районний суд міста Києва 13 липня 2021 наклав арешт на цей об'єкт[66]. У грудні 2022 Окружний адміністративний суд міста Києва за позовом забудовника позбавив будівлю статусу пам'ятки архітектури, у жовтні 2023 року Шостий апеляційний адміністративний суд задовольнив апеляцію громадських активістів і повернув пам'ятці її статус[67].
- Садиба Барбана, Обсерваторна вул., 6 (кінець ХІХ ст.). Одноповерховий будинок, прикрашений неокласичним оздобленням (русти, лиштви, складний карниз). У 2015 році Науково-дослідний інститут пам'яткоохоронних досліджень пропонував внести цей будинок до Переліку щойно виявлених об'єктів культурної спадщини як «рідкісний взірець одноповерхового садибного будинку, цінну пам'ятку культурного надбання міста Києва».  Останнім часом забудовник (компанія «Інформаційна група Агентство Столичних Сполучень (АСС)», керівник — Тетяна Недельська-Табачник[68], дружина ексрегіонала Яна Табачника) неодноразово намагався почати демонтаж пам'ятки заради спорудження на її місці 12-поверхового житлового комплексу. 19 серпня 2021 почали розбирати покрівлю та руйнувати перекриття й парапети. Цьому намагалися завадити громадські активісти: було перекрито рух Обсерваторною вулицею, викликано поліцію. Після кількагодинної вимушеної перерви в роботах руйнування садиби поновилося 20 серпня, коли о 5-й годині ранку техніка забудовника під прикриттям близько 30 невідомих  знесла тильну частину будівлі[69][70][71]. Фасадна частина будівлі не була знесена. Хоча сам будинок станом на 2021 рік не мав охоронного статусу, проте містився на території пам'ятки місцевого значення, тому всі роботи тут мали погоджуватися з Міністерством культури.[69] Факт знесення частини садиби Барбана в Києві став предметом розгляду на засіданні РНБО, яка ухвалила рішення дати правову оцінку тому, що сталося, й відновити пам'ятку[72].

## 2022
Головний архітектор міста: Олександр Свистунов. Мер / Голова Київської міської державної адміністрації: Віталій Кличко.
Втрачені будівлі:
- Будинок столярних майстерень, Турівська вулиця, № 29-А (кінець ХІХ — початок ХХ ст.) — триповерховий, цегляний. Споруджений під столярні майстерні. Являв собою цікавий зразок промислової архітектури межі ХІХ-ХХ століть. Улітку 2021 року будівлю включено до переліку цінної історичної архітектури, яка потребує додаткового захисту з боку міської влади («охоронний список Віталія Кличка»). Знесення історичної будівлі розпочато в серпні 2022 року.[73]

## 2023
Головний архітектор міста: Олександр Свистунов. Мер / Голова Київської міської державної адміністрації: Віталій Кличко.
Втрачені будівлі:
1. Будинок на Жилянській вулиці, 47 (1860-ті рр.) — найстаріший на вулиці й один з найстаріших у Києві садибних будинків. До 1917 мав адміністративне й житлове призначення (зокрема, тут була адміністрація молокозаводу, мешкали робітники броварні Й. Бродського). З 2021 року входив до Списку історично цінних будівель, які потребують додаткового захисту. Знесено в червні 2023 року компанією-забудовником «Ковальська нерухомість» заради спорудження бізнес-комплексу NUVO.[74]
2. Будинок на Ярославській вулиці, 13-Б (1-ша половина ХІХ ст.) — зразок початкової забудови Подолу після нищівної пожежі 1811 року. Дерев'яну будівлю зведено на камʼяному цоколі через часті повені на Подолі, вона є унікальним зразком київської житлової деревʼяної забудови ХІХ ст. З 1882 року садиба належала міщанинові Харичкову, з 1898 року — сімʼї Єфросинії Кравченко. 10 серпня 2023 року історичну споруду було повністю знесено попри задекларовані плани реконструкції з «розширенням існуючої будівлі». При цьому, за повідомленнями ЗМІ, замовник (ФОП Боярчуков С. Г. ) не мав дозволу Департаменту охорони культурної спадщини на здійснення робіт, а виданий раніше КП «Київблагоустрій» припис про знесення будівельного паркану[75] було згодом анульовано. На місці пам'ятки планується спорудження 4-поверхового клубного будинку[76].

Понівечені будівлі:
1. Садиба Бубнових, Набережно-Хрещатицька вулиця, 13  (1822). Пам'ятка архітектури місцевого значення з 2023 року. Того ж року забудовник розібрав дах будівлі.[77]
2. Будинок Київської повітової земської управи, Рейтарська вул., 37 (1913). Пам'ятка історії, пам'ятка архітектури (охоронний номер №644-Кв, наказ Міністерства культури України

від 06.06.2011 № 416/0/16-11). Тут у 1917—1918 проживав і працював громадсько-політичний, державний діяч, письменник, член Української Центральної Ради та Уряду УНР Микита Шаповал. Восени 2023 року компанія «НЕСТ» самовільно почала демонтаж внутрішньої дворової частини будинку 1913 року для спорудження офісного центру Reiter Hall, однак завдяки втручанню місцевих мешканців, активістів та поліції процес руйнування було зупинено. У грудні 2023 року компанія-забудовник звернулася з вимогою зняти з будівлі статус пам'ятки, у лютому 2024 компанія повторно подала позов до суду з тією ж вимогою. У травні 2024 року 6-й апеляційний адміністративний суд ухвалив рішення про позбавлення будинку статусу пам'ятки історії. У лютому 2025 року Київський апеляційний суд заборонив проведення демонтажних робіт на цьому об'єкті до вирішення питання по суті.

## 2024
Головний архітектор міста: Олександр Свистунов. Мер / Голова Київської міської державної адміністрації: Віталій Кличко.
Втрачені будівлі:
- Будинок Малініна, також відомий як будинок (або садиба) Маліна, садиба Зеленських, вулиця Олександра Кониського (Київ), 22: зруйновано забудовником ЖК «Тургеневъ» 19 липня 2024 року попри внесення в 2021 році до Списку історичних будинків Києва, що потребують додаткового захисту (так званий список Кличка)[81]. Офіційний статус пам'ятки архітектури місцевого значення надано 23 липня 2024, уже після втрати об'єкта.[82]

## 2025
Головний архітектор міста: Олександр Свистунов. Мер / Голова Київської міської державної адміністрації: Віталій Кличко.
Втрачені будівлі:

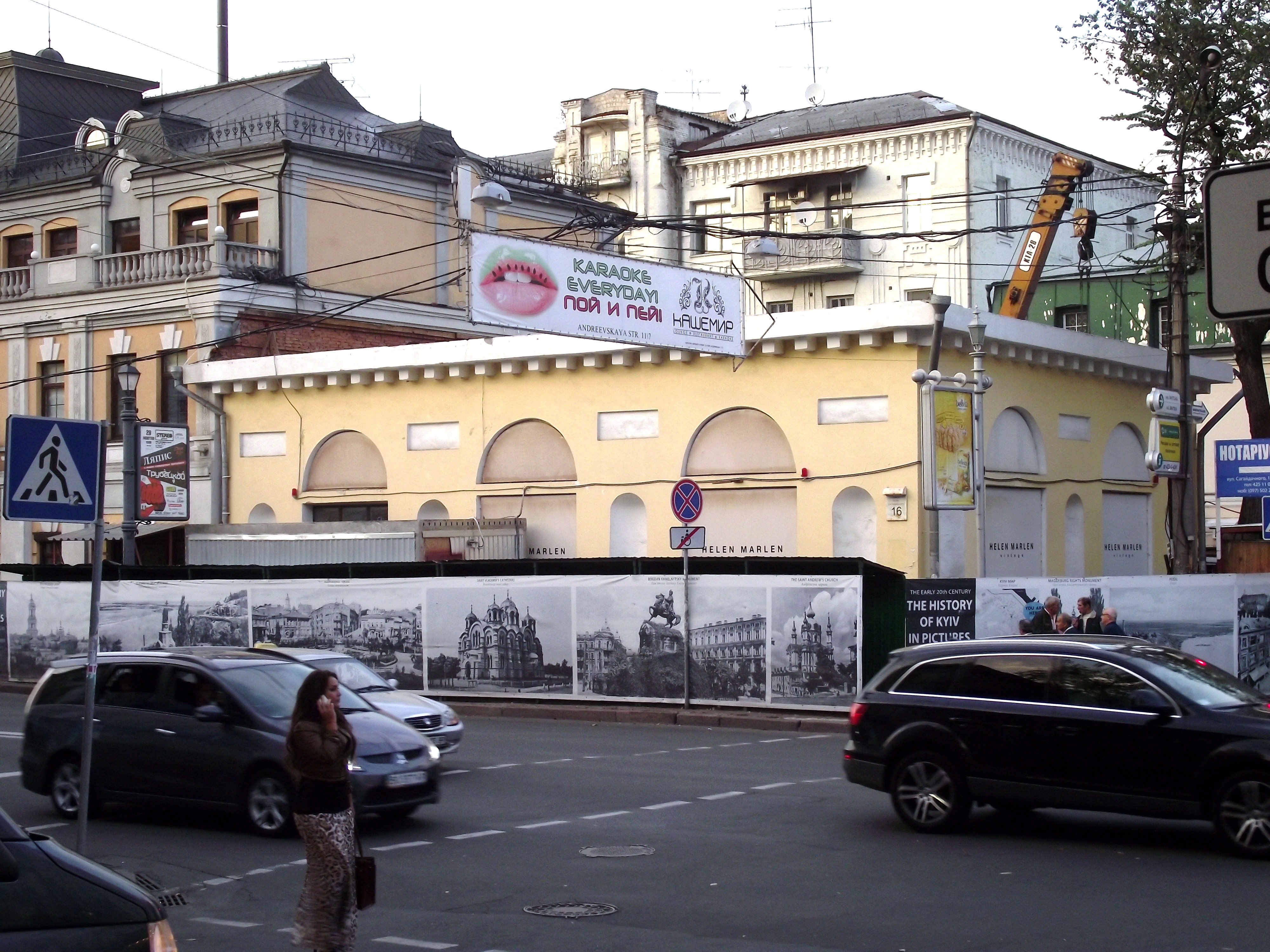
Будинок на вул. Петра Сагайдачного, 16/5 (фото 2012 р.)

- Будинок купця Дегтерьова (1830, за іншими даними — 1821[83]), також відомий як Хлібна крамниця, магазин Давидова (за прізвищем замовника спорудження в 1825—1830 та першого власника), вулиця Петра Сагайдачного, 16/5. Зруйновано 6 березня 2025 року[84] попри чинний охоронний статус пам'ятки архітектури та містобудування місцевого значення (охоронний номер № 199/1-Кв, взято під охорону Наказом Міністерства культури і туризму України від 13.07.2009 № 521/0/16-09[83]; за даними активіста Дмитра Перова, охоронний номер пам'ятки — 2600182/1[85]). Споруда була унікальною пам'яткою архітектури торговельного призначення 1-ї чверти ХІХ ст., станом на 2013 рік її стан після реставрації визначали як гарний[83].

## Пам'ятки архітектури, які плануються до знесення
1. Андріївський узвіз, 24: житловий будинок, споруджений у 1897—1899 роках. Пам'ятка архітектури місцевого значення. У вересні 2022 новий власник ділянки просто всередині пам'ятки почав зводити залізобетонні опори під нову будівлю, попри зобов'язання реконструювати пам'ятку з повним збереженням її вигляду[86].
2. Борисоглібська вул., 15-а: будинок 1899 року спорудження, архітектор Микола Гарденін. Триповерховий, цегляний. Остання споруда на цій садибі, центральний будинок якої (1815 року спорудження) та два флігелі знищено в 2000-х роках під приводом реконструкції. 30 липня 2020 вцілілу пам'ятку рішенням Київради також віддано під «реконструкцію» з розширенням і надбудовою поверху.[87]
3. Володимирська вул., 93: Будинок з мухами[88].
4. Володимирський узвіз, 4 та 6: споруди першої черги Київського водогону та  житловий будинок працівників водогону (двоповерховий, дерев'яний) з будівлею мурованого складу (1871-72)[89][90].
5. Голосіївський проспект, 8: комплекс будівель броварні Карла Шульца. Протягом 2021-2023 років триває поступове розбирання історичних споруд.[91]
6. Грушевського Михайла вул., 4-Б: будівля, пам'ятка архітектури.[92][14][93].
7. Делегатський пров., 4-6: житловий будинок з прибудовою (1906); попри внесення в 2021 році до Списку цінної історичної забудови, що потребує додаткового захисту, пам'ятку не включено до офіційних охоронних реєстрів, перебуває в занедбаному стані.[94]
8. Кирилівська вул., 87-89: середня школа № 114 (1952—1954), у 2010 році закрита «на капітальний ремонт», у 2023 стало відомо, що планується повний демонтаж чотириповерхової будівлі школи та допоміжних споруд.[95]
9. Мазепи Івана вул., 3-В: фундаменти палацу гетьмана Кирила Розумовського (XVIII ст.), комплекс інженерних служб «казарми на перешийку» (1853 р.). У березні 2024 року забудовник ТОВ «Собі» розпочав бетонування історичних фундаментів та демонтаж сусідніх будівель Київської фортеці з метою зведення тут нових споруд.[96][97]
10. Мала Житомирська вулиця, 12-а, 12-б, 14-а, 14-б: Садиба художника Олександра Мурашка і прилеглі будинки, історична забудова Малої Житомирської вулиці.[98].
11. Прорізна вул., 25-А: флігель садиби Грубера (1892, архітектор В. Ніколаєв), пам'ятка архітектури та містобудування[99].
12. Тарасової Алли вул., 4: будинок, споруджений у 1905 році. Пам'ятка архітектури, охоронний статус будівля отримала в 1994 році[100]. Прилягає до готелю Hayat. У квітні 2011 в будинку була пожежа, нині будівля планується до знесення[14][101][102].
13. Вулиця І. Франка, 26: будинок Замкова (кінець ХІХ — початок ХХ ст.), де мешкав академік Отто Шмідт[103].
14. Ярославів Вал вул., 1: «Замок Барона».[104].

## У стані руйнації
1. Боричів Тік, 27 (ХІХ ст.): відселений, руйнується, у лютому 2022 року сильно постраждав унаслідок пожежі.
2. Велика Житомирська вулиця, 32: Будинок зі зміями (охоронний № 316, рішення Київміськадміністрації № 42 від 17.01.2000 р.).[105]
3. Кирилівська вул., 35: Пивоварний завод Михайла Ріхерта (1892—1895, архітектор В. М. Ніколаєв, реконструкція з прибудовою північно-східного крила 1908—1909 за проєктом М. М. Казанського); пам'ятка архітектури місцевого значення (з 1986 р.), з 2000-х рр. занедбана й повільно руйнується.[106]
4. Овруцька вулиця, 19: особняк початку ХХ ст., у якому в 1924—1945 роках мешкав професор-фтизіатр Антон Собкевич.
5. Омеляновича-Павленка М. вул., 9: Будівля старого іподрому.[107]
6. Петлюри С. вул., 3/25: житловий будинок (охоронний № 247, рішення Київради № 1107 від 18.11.1986 року).[108].
7. Рейтарська вул., 22: Садиба товариства Швидкої медичної допомоги.[109][110]
8. Щекавицька вул., 19/33: житловий будинок початку XX ст.[111]
9. Ярославів Вал вул., 15: Садиба Сікорських.[112]
10. Ярославів Вал вул., 27: Будинок із хлібною крамницею, пам'ятка архітектури місцевого значення. Занедбаний, руйнується.[113]